# جورج لويس هامبرت
جورج لويس هامبرت (بالفرنسية: Georges Louis Humbert)‏ هو عسكري فرنسي، ولد في 8 أبريل 1862 في Gazeran ‏ في فرنسا، وتوفي في 9 نوفمبر 1921 في ستراسبورغ في فرنسا.